# Chorizopes calciope
Chorizopes calciope là một loài nhện trong họ Araneidae.
Loài này thuộc chi Chorizopes. Chorizopes calciope được Eugène Simon miêu tả năm 1895.